# Zaouiat Sidi Ben Hamdoun
Zaouiat Sidi Ben Hamdoun (àrab زاوية سيدي بنحمدون) és una comuna rural de la província de Berrechid de la regió de Casablanca-Settat. Segons el cens de 2014 tenia una població total de 9.521 persones.